# Gabriela Sabatini
Gabriela Beatriz Sabatini (* 16. Mai 1970 in Buenos Aires) ist eine ehemalige argentinische Tennisspielerin.

## Karriere
In den späten 1980ern und in den 1990ern war Sabatini eine der besten Tennisspielerinnen der Welt. Sie hielt sich zehn Jahre lang in den Top Ten der Weltrangliste. Zwischen 1990 und 1994 stand sie bei Grand-Slam-Turnieren sogar 15-mal in Folge im Viertelfinale. 1995 kletterte sie in der WTA-Weltrangliste bis auf Platz 3. Höhepunkt ihrer Karriere war der Titelgewinn bei den US Open 1990, als sie im Endspiel ihre langjährige Rivalin Steffi Graf bezwingen konnte. Sie gewann zudem zweimal die WTA Tour Championships. Insgesamt stand die Karriere der Südamerikanerin jedoch im Schatten der Deutschen, mit der sie 1988 in Wimbledon auch einmal im Doppel zusammen einen Titel gewann. Auch im Endspiel 1988 bei den Olympischen Spielen von Seoul verlor Sabatini gegen Graf und gewann die Silbermedaille.

### Anfänge als Profi
Sabatini begann im Alter von sechs Jahren Tennis zu spielen. Ihr erster Turniersieg folgte zwei Jahre später. 1983, im Alter von 13 Jahren, wurde sie zur jüngsten Siegerin der traditionsreichen „Orange Bowl“ der unter 18-Jährigen. Insgesamt gewann sie bei den Juniorinnen sechs Grand-Slam-Titel und 1984 wurde sie als Nummer eins geführt.
1985 war Sabatini mit 15 Jahren und drei Wochen die bis dahin jüngste Spielerin, die ins Halbfinale der French Open eingezogen war. Sie unterlag der späteren Siegerin Chris Evert. Im selben Jahr gelang Sabatini in Tokio der erste Turniersieg auf der WTA Tour.

### Rivalität mit Steffi Graf
Viele Experten sahen Gabriela Sabatini als die große Herausforderin von Steffi Graf im Kampf um die Nummer 1 im Damentennis. Tatsächlich entwickelte sich das Duell der beiden nach der Rivalität zwischen Martina Navrátilová und Evert zum Neo-Klassiker der Tour. Sie trafen 40-mal aufeinander, wobei Graf 29-mal, Sabatini nur elfmal den Sieg davontrug. Nicht weniger als 21 Begegnungen wurden erst im dritten Satz entschieden.
Wenn sie Graf phasenweise auch schwer zu schaffen machte und es zuweilen so aussah, als könne Sabatini die Verhältnisse kippen – bei den großen Turnieren behielt Graf fast immer die Oberhand und stand so einer erfolgreicheren Karriere Sabatinis im Wege. Neunmal war das Zusammentreffen mit Graf bei Grand-Slam-Turnieren gleichbedeutend mit dem Aus für die Argentinierin, siebenmal geschah dies im Halbfinale und zweimal verlor sie das Endspiel. Bis 1987 gelang Sabatini kein Sieg gegen Graf. In Grafs besten Jahren 1988 und 1989 war es aber Sabatini, die ihr einige der wenigen Niederlagen beibrachte. 1990 gewann sie gleich fünfmal in Folge und wurde so für Graf beinahe – wenigstens eine Zeitlang – zur Angstgegnerin.
1988 erreichte die Argentinierin ihr erstes Einzelfinale bei einem Grand-Slam-Turnier. Bei den US Open traf sie auf Graf, die zuvor die drei wichtigsten Turniere des Jahres gewonnen hatte. Wie so oft entwickelte sich die Partie phasenweise eng. Doch Graf gewann schließlich mit 6:3, 3:6 und 6:1 und vollendete ihren Grand Slam. Auch bei den kurz darauf stattfindenden Olympischen Spielen verhinderte Graf im Endspiel einen Triumph der Südamerikanerin. Am Jahresende gewann Sabatini dann den ersten zweier Titel bei den WTA Tour Championships.
1987 und 1988 wurde Sabatini mit der Olimpia de Oro als Argentiniens Sportler des Jahres ausgezeichnet.

### 1990–1992: Spielerische Neuorientierung und größte Erfolge
Die Jahre 1990 bis 1992 wurden zu den erfolgreichsten in der Karriere der Argentinierin. 1990 gewann sie zwei, 1991 sechs und 1992 fünf Turniere.
Um Grafs Dominanz zu brechen, versuchte Sabatini unter ihrem neuen Coach Carlos Kiermayr ihr Spiel umzustellen; sie wollte häufiger ans Netz vorrücken und die Deutsche auf deren Rückhandseite attackieren. 1990, als Sabatini erneut ins Finale der US Open einzog, hatte sie damit Erfolg. Sabatini konnte ihre Chance nutzen und die Deutsche mit 6:2 und 7:6 besiegen. Sie bezwang Graf dann auch im Halbfinale der WTA Tour Championships, verlor aber das Finale gegen Monica Seles, das erste Fünfsatzmatch im Damentennis, mit 4:6, 7:5, 6:3, 4:6 und 2:6.
Auch 1991 begann Sabatini stark, in der ersten Hälfte des Jahres gewann sie fünf Turniere in Folge. In Miami und in Amelia Island besiegte sie ihre deutsche Kontrahentin. Im Finale von Rom gelang ihr gar ein Sieg über die auf dem Höhepunkt ihres Könnens spielende neue Weltranglistenerste Monica Seles. In Wimbledon zog sie in ihr drittes Finale bei einem Grand-Slam-Turnier ein, in dem sie erneut Steffi Graf gegenüberstand. Es war das 30. Zusammentreffen der beiden nahezu gleichaltrigen Spielerinnen. Graf behielt jedoch diesmal, nach fünf Niederlagen in Folge bei den letzten Aufeinandertreffen, nach einer hart umkämpften Partie mit 6:4, 3:6 und 8:6 die Oberhand. Sabatini, die im dritten Satz mehrfach zum Matchgewinn servierte, war nur zwei Punkte vom Sieg entfernt. Mit dem Finaleinzug erreichte sie Platz 3 der Weltrangliste und lag für kurze Zeit nur wenige Punkte hinter Graf und Seles.
Auch die Anfänge des Jahres 1992 bestätigten zunächst ihre positive Entwicklung. Sabatini startete mit einem Turniersieg in Sydney, gewann die Pan Pacific Open, Hilton Head, Amelia Island (gegen Graf) und wiederholte ihren Sieg über Monica Seles in Rom. Dann aber brach nach fünf Turniersiegen die Erfolgsserie ab.

### 1992–1996: Durchwachsener Ausklang
In 29 Monaten gelang ihr kein weiterer Titelgewinn. 1994 gewann Sabatini dann zum zweiten Mal die WTA Tour Championships. 1995 bezwang sie zum Jahresauftakt in Sydney Lindsay Davenport. Dies sollte ihr letzter Karriereerfolg sein. Im Viertelfinale der French Open und im Halbfinale der US Open kam es noch einmal zum Zusammentreffen mit Graf, die beide Duelle klar für sich entscheiden konnte.
Eine hartnäckige Bauchmuskelverletzung bescherte Sabatini 1996 eine monatelange Pause. Sie verpasste Paris und Wimbledon und fiel erstmals seit 1985 aus den Top Ten. Im Juli kehrte sie auf den Platz zurück, konnte aber nicht an alte Erfolge anknüpfen. Bei den US Open schied sie bereits in der dritten Runde aus. Ihr letztes Match bestritt Sabatini im Oktober im Rahmen der European Indoor Championships in Zürich. Sie verlor als Nummer 26 der Welt in Runde eins gegen Rückkehrerin Jennifer Capriati mit 3:6 und 4:6.
Im Oktober 1996 verkündete Sabatini am Rande der Tour Championships im New Yorker Madison Square Garden ihren Rücktritt vom Profitennis. Sie hatte 27 Einzel- und 14 Doppeltitel gewonnen und über 8 Millionen US-Dollar an Preisgeldern eingespielt.
2006 wurde Gabriela Sabatini in die International Tennis Hall of Fame aufgenommen.

## Turniersiege

### Einzel
| Nr. | Datum              | Turnierort         | Kategorie              | Belag           | Finalgegnerin           | Ergebnis      |
| --- | ------------------ | ------------------ | ---------------------- | --------------- | ----------------------- | ------------- |
| 1.  | Oktober 1985       | Tokio              | WTA World Tour         | Hartplatz       | Linda Gates             | 6:3, 6:4      |
| 2.  | 8. Dezember 1986   | Buenos Aires       | WTA World Tour         | Sand            | Arantxa Sánchez Vicario | 6:1, 6:1      |
| 3.  | 20. September 1987 | Tokio              | WTA World Tour         | Teppich (Halle) | Manuela Maleeva         | 6:4, 7:6      |
| 4.  | 25. Oktober 1987   | Brighton           | WTA World Tour         | Teppich (Halle) | Pam Shriver             | 7:5, 6:4      |
| 5.  | 6. Dezember 1987   | Buenos Aires       | WTA World Tour         | Sand            | Isabel Cueto            | 6:0, 6:2      |
| 6.  | 13. März 1988      | Boca Raton         | WTA Tier II            | Hartplatz       | Steffi Graf             | 2:6, 6:3, 6:1 |
| 7.  | 8. Mai 1988        | Rom                | WTA Tier IV            | Sand            | Helen Kelesi            | 6:1, 6:7, 6:1 |
| 8.  | 21. August 1988    | Montreal           | WTA Tier II            | Hartplatz       | Natallja Swerawa        | 6:1, 6:2      |
| 9.  | 20. November 1988  | New York           | WTA Tour Championships | Teppich (Halle) | Pam Shriver             | 7:5, 6:2, 6:2 |
| 10. | 2. April 1989      | Miami              | WTA Tier I             | Hartplatz       | Chris Evert             | 6:1, 4:6, 6:2 |
| 11. | 16. April 1989     | Amelia Island      | WTA Tier II            | Hartplatz       | Steffi Graf             | 3:6, 6:3, 7:5 |
| 12. | 14. Mai 1989       | Rom                | WTA Tier II            | Sand            | Arantxa Sánchez Vicario | 6:2, 5:7, 6:4 |
| 13. | 15. Oktober 1989   | Filderstadt        | WTA Tier III           | Teppich (Halle) | Mary Joe Fernández      | 7:65, 6:4     |
| 14. | 11. März 1990      | Boca Raton         | WTA Tier II            | Hartplatz       | Jennifer Capriati       | 6:4, 7:5      |
| 15. | 8. Oktober 1990    | US Open            | Grand Slam             | Hartplatz       | Steffi Graf             | 6:2, 7:6      |
| 16. | 3. Februar 1991    | Tokio              | WTA Tier II            | Teppich (Halle) | Martina Navratilova     | 2:6, 6:2, 6:4 |
| 17. | 10. März 1991      | Boca Raton         | WTA Tier I             | Hartplatz       | Steffi Graf             | 6:4, 7:66     |
| 18. | 7. April 1991      | Hilton Head Island | WTA Tier I             | Sand            | Leila Mes’chi           | 6:1, 6:1      |
| 19. | 14. April 1991     | Amelia Island      | WTA Tier II            | Sand            | Steffi Graf             | 7:5, 7:63     |
| 20. | 12. Mai 1991       | Rom                | WTA Tier I             | Sand            | Monica Seles            | 6:3, 6:2      |
| 21. | 12. Januar 1992    | Sydney             | WTA Tier III           | Hartplatz       | Arantxa Sánchez Vicario | 6:1, 6:1      |
| 22. | 2. Februar 1992    | Tokio              | WTA Tier II            | Teppich (Halle) | Martina Navratilova     | 6:2, 4:6, 6:2 |
| 23. | 5. April 1992      | Hilton Head Island | WTA Tier I             | Hartplatz       | Conchita Martínez       | 6:1, 6:4      |
| 24. | 12. April 1992     | Amelia Island      | WTA Tier II            | Hartplatz       | Steffi Graf             | 6:2, 1:6, 6:3 |
| 25. | 10. Mai 1992       | Rom                | WTA Tier I             | Sand            | Monica Seles            | 7:5, 6:4      |
| 26. | 20. November 1994  | New York           | WTA Tour Championships | Teppich (Halle) | Lindsay Davenport       | 6:3, 6:2, 6:4 |
| 27. | 15. Januar 1995    | Sydney             | WTA Tier II            | Hartplatz       | Lindsay Davenport       | 6:3, 6:4      |

## Abschneiden bei Grand-Slam-Turnieren

### Einzel
Die Tabelle listet die Ergebnisse der Grand-Slam-Turniere, der Tour Championships, der Olympischen Spiele, des Fed Cups bzw. Billie Jean King Cups und der Turniere folgender Kategorien auf: 1990–2008: Tier I, 2009–2020: Premier Mandatory und Premier 5, ab 2021: WTA 1000.
| Turnier            | 1984 | 1985 | 1986 | 1987 | 1988 | 1989 | 1990 | 1991 | 1992 | 1993 | 1994 | 1995 | 1996 | Karriere |
| ------------------ | ---- | ---- | ---- | ---- | ---- | ---- | ---- | ---- | ---- | ---- | ---- | ---- | ---- | -------- |
| Australian Open    | —    | —    |      | —    | —    | HF   | 3    | VF   | HF   | HF   | HF   | 1    | AF   | 4 × HF   |
| French Open        | —    | HF   | AF   | HF   | HF   | AF   | AF   | HF   | HF   | VF   | 1    | VF   | —    | 5 × HF   |
| Wimbledon          | —    | 3    | HF   | VF   | AF   | 2    | HF   | F    | HF   | VF   | AF   | VF   | —    | 1 × F    |
| US Open            | 3    | 1    | AF   | VF   | F    | HF   | S    | VF   | VF   | VF   | HF   | HF   | 3    | 1 × S    |
| Tour Championships | —    | —    | 1    | F    | S    | HF   | F    | HF   | HF   | 1    | S    | VF   | —    | 2 × S    |
| Chicago            |      |      |      |      |      |      | —    |      |      |      |      |      |      | —        |
| Boca Raton         |      |      |      |      |      |      |      | S    | VF   |      |      |      |      | 1 × S    |
| Miami              |      |      |      |      |      |      | VF   | F    | F    | HF   | VF   | HF   | VF   | 2 × F    |
| Hilton Head Island |      |      |      |      |      |      | —    | S    | S    | HF   | 2    | 2    | AF   | 2 × S    |
| Rom                |      |      |      |      |      |      | HF   | S    | S    | F    | 2    | AF   | —    | 2 × S    |
| Berlin             |      |      |      |      |      |      | AF   | AF   | —    | F    | AF   | AF   | —    | 1 × F    |
| Kanada             |      |      |      |      |      |      | HF   | HF   | —    | AF   | VF   | HF   | AF   | 3 × HF   |
| Tokio              |      |      |      |      |      |      |      |      |      | —    | AF   | —    | 1    | 1 × AF   |
| Zürich             |      |      |      |      |      |      |      |      |      | —    | —    | —    | 1    | 1 × 1R   |
| Philadelphia       |      |      |      |      |      |      |      |      |      | VF   | HF   | VF   |      | 1 × HF   |
| Olympische Spiele  |      |      |      |      | F    |      |      |      | —    |      |      |      | AF   | 1 × F    |
| Fed Cup            | —    | —    | —    | —    | —    | —    | —    | —    | —    | —    | —    | PO   | —    | 1 × PO   |

Zeichenerklärung: S = Turniersieg; F, HF, VF, AF = Einzug ins Finale, Halb-, Viertel-, Achtelfinale; 1, 2, 3 = Ausscheiden in der 1., 2., 3. Haupt- / Finalrunde; Q1, Q2, Q3 = Ausscheiden in der 1., 2. 3. Qualifikationsrunde; RR = Round Robin (Gruppenphase); nicht ausgetragen oder andere Kategorie; PO (Playoff), P2 = Auf-/Abstiegsrunde zur Weltgruppe I/II im Fed Cup; W2, K1, K2, K3 = Teilnahme in der Weltgruppe II, Kontinentalgruppe I, II, III im Fed Cup.

### Doppel
| Turnier         | 1985 | 1986  | 1987 | 1988 | 1989 | 1990 | 1991 | 1992 | 1993 | 1994 | 1995 | 1996 | Karriere |
| --------------- | ---- | ----- | ---- | ---- | ---- | ---- | ---- | ---- | ---- | ---- | ---- | ---- | -------- |
| Australian Open | —    | n. a. | —    | —    | HF   | 2    | AF   | —    | —    | —    | 2    | VF   | HF       |
| French Open     | 1    | F     | F    | HF   | F    | —    | HF   | —    | —    | AF   | AF   | —    | F        |
| Wimbledon       | 2    | —     | AF   | S    | VF   | VF   | —    | —    | —    | 1    | HF   | —    | S        |
| US Open         | 1    | HF    | HF   | HF   | HF   | AF   | —    | —    | —    | HF   | 2    | HF   | HF       |

### Mixed
| Turnier         | 1984  | 1985  | 1986  | 1987 | 1988 | 1989 | 1990 | 1991 | 1992 | 1993 | 1994 | Karriere |
| --------------- | ----- | ----- | ----- | ---- | ---- | ---- | ---- | ---- | ---- | ---- | ---- | -------- |
| Australian Open | n. a. | n. a. | n. a. | —    | —    | —    | —    | —    | —    | 1    | —    | 1        |
| French Open     | —     | —     | —     | —    | —    | —    | —    | —    | 2    | —    | —    | 2        |
| Wimbledon       | —     | —     | —     | —    | —    | —    | —    | —    | AF   | —    | —    | AF       |
| US Open         | 1     | —     | —     | —    | —    | —    | —    | —    | —    | —    | 1    | 1        |

## Ehrungen
- 1990: Premios Konex in der Klasse „Premio Konex de Platino“[2]
- 2000: Premios Konex in der Klasse „Premio Konex de Brillante“ für herausragende sportliche Leistungen.[2]

## Geschäftsfrau nach der Profikarriere
Nach ihrer Tenniskarriere etablierte sich Sabatini als Geschäftsfrau. Bereits 1989 hatte sie der deutschen Firma Mülhens (Kölnisch Wasser; gehört heute Wella/Cosmopolitan Cosmetics) eine Lizenz für eine Duftserie unter ihrem Namen vergeben. Gleich ihr erstes eigenes Parfum Gabriela Sabatini wurde ein großer Erfolg. Damit legte sie den Grundstein für eine internationale Parfümmarke, die in den vergangenen Jahren eine Reihe von Sabatini-Düften für Damen und Herren hervorbrachte.
Auch eine neue Rosenzüchtung trägt den Namen Gabriela Sabatini.
Sabatini hat ihren Wohnsitz seit Anfang 2015 in der Schweiz, in Pfäffikon im Kanton Schwyz.

### Angebotene Parfums
- Gabriela Sabatini (1989)
- Magnetic (1992)
- Daylight (1992)
- Cascaya (1994)
- Bolero (1997)
- Cascaya Summer (1998)
- Wild Wind (1999)
- Wild Wind for Men (2000)
- Summer (2000)
- Dévotion (2001)
- Dévotion for Men (2001)
- Private Edition (2003)
- Temperamento (2004)
- Elegance (2005)
- Ocean Sun (2006)
- Latin Dance (2008)
- Miss Gabriela (2013)
- Miss Gabriela Night (2014)

## Sonstiges
2010 war sie Präsidentin der Grand Jury des Premios Konex der argentinischen Konex Stiftung.